# Gavotí de Xantus
El gavotí de Xantus (Synthliboramphus hypoleucus) és un ocell marí de la família dels àlcids (Alcidae),es troba al sistema del corrent de Califòrnia a l'oceà Pacífic.

## Descripció
Aquesta espècie és un petit àlcid blanc i negre amb el cap petit i el bec prim i afilat. S'assembla al gavotí de Scripps, però de cara blanca i més extensa, de manera que l'ull destaca en una zona blanca en lloc de fusionar-se amb la capella negra. La part inferior de les ales és de color blanc brillant en general, com el de Scripps, però a diferència de la part inferior de les ales fosques del gavotí de Craveri. Tots dos estan estretament relacionats, amb el qual comparteix la distinció de ser l'espècie d'àlcid que viu més al sud de totes les espècies. Es cria des de l'illa de Guadalupe cap al sud fins a les illes San Benito.

## Distribució
D'hàbits pelàgics i costaners cria a terra o dins de caus a illes properes de les illes Sant Miquel, Anacapa i Santa Bàrbara, del grup de les illes Santa Bàrbara, i a les illes Coronado, Todos Santos, San Benito i Natividad. Es dispersen a la llarga de la costa del Pacífic des de Baixa Califòrnia fins al sud del Canadà.

## Comportament
El gavotí de Xantus s'alimenta mar endins, sovint se l'associa amb grans peixos depredadors pelàgics com la tonyina, i de peixos larvals com les anxoves, les sardines i el peix de roca Sebastes. Com tots els àlcids, busseja propulsat per les ales, que persegueix les preses sota l'aigua amb potents batecs d'ales. Hi ha algunes especulacions que es pot alimentar cooperativament en parelles, ja que gairebé sempre s'observa en parelles, fins i tot durant la temporada no de cria. Vola bé i pot enlairar-se sense rodar.
Nia en petites esquerdes, coves i sota arbustos densos en illes àrides en colònies disperses i soltes. Torna a la colònia només a la nit, la posta és de dos ous que s'incuben durant aproximadament un més. Com altres gavotís (per exemple, el gavotí antic), els pollets són molt precoços, abandonen el niu en dos dies després de l'eclosió i corren activament cap al mar, on els pares els criden. Un cop al mar, la família neda cap a les aigües mar endins.

## Estat i conservació
A finals del segle xx, el complex de gavotí de Xantus es considerava un dels grups d'àlcids més amenaçats. Això ha canviat des de llavors, però no perquè l'estat de l'espècie actual hagi millorat, sinó perquè ha empitjorat el d'altres àlcids.
El gavotí de Xantus està amenaçat principalment pels vessaments de petroli, ja que gran part de la població viu a prop de les rutes marítimes transitades que connecten Los Angeles amb altres ports. Com que una gran part de la petita població nia en una àrea tan petita, un sol vessament de petroli podria ser catastròfic i tenir implicacions de gran abast. També està amenaçat per espècies introduïdes com ara rates i gats salvatges; aquesta amenaça s'ha vist disminuïda últimament gràcies als esforços per restaurar el seu hàbitat eliminant els depredadors introduïts.

## Taxonomia
Aquesta espècie, juntament amb el gavià de Scripps, es consideraven coespecífiques i es classificaven sota S. hypoleucus; conegut col·lectivament com a gavotí de Xantus fins al 2012. Es van fer prou estudis per considerar que ambdues espècies eren diferents basant-se en la manca de proves d'encreuament on les dues espècies nien juntes a les illes San Benito, diferències en el patró facial i la forma del bec, vocalitzacions i genètica.